# Fussballclub Sankt Gallen 1879 2015-2016
Questa voce raccoglie le informazioni riguardanti il Fussballclub Sankt Gallen 1879 nelle competizioni ufficiali della stagione 2015-2016.

## Stagione
Nella stagione 2015-2016 il San Gallo, allenato da Jeff Saibene, Daniel Tarone e Joe Zinnbauer, concluse il campionato di Super League al 7º posto. In Coppa Svizzera il San Gallo fu eliminato agli ottavi di finale dal Lucerna.

## Rosa
| N. |                        | Ruolo | Calciatore        |
| -- | ---------------------- | ----- | ----------------- |
| 1  | Svizzera (bandiera)    | P     | Daniel Lopar      |
| 4  | Svizzera (bandiera)    | D     | Martin Angha      |
| 6  | Svizzera (bandiera)    | D     | Alain Wiss        |
| 7  | Francia (bandiera)     | C     | Geoffrey Tréand   |
| 8  | Svizzera (bandiera)    | C     | Steven Lang       |
| 9  | Francia (bandiera)     | A     | Yannis Tafer      |
| 10 | Kosovo (bandiera)      | A     | Albert Bunjaku    |
| 13 | Germania (bandiera)    | A     | Lucas Cueto       |
| 14 | Svizzera (bandiera)    | D     | Roy Gelmi         |
| 16 | Svizzera (bandiera)    | D     | Pascal Thrier     |
| 18 | Svizzera (bandiera)    | P     | Marcel Herzog     |
| 19 | Lussemburgo (bandiera) | D     | Mario Mutsch      |
| 20 | Slovenia (bandiera)    | A     | Džengis Čavušević |
| 21 | Camerun (bandiera)     | C     | Edgar Salli       |

| N. |                     | Ruolo | Calciatore        |
| -- | ------------------- | ----- | ----------------- |
| 22 | Svizzera (bandiera) | C     | Marco Aratore     |
| 23 | Serbia (bandiera)   | A     | Danijel Aleksić   |
| 24 | Svizzera (bandiera) | A     | Daniel Lässer     |
| 25 | Svizzera (bandiera) | D     | Michael Eisenring |
| 28 | Germania (bandiera) | C     | Gianluca Gaudino  |
| 29 | Francia (bandiera)  | D     | Florent Hanin     |
| 32 | Austria (bandiera)  | C     | Mario Leitgeb     |
| 33 | Svizzera (bandiera) | D     | Daniele Russo     |
| 35 | Svizzera (bandiera) | C     | Michael Scherrer  |
| 36 | Svizzera (bandiera) | D     | Silvan Hefti      |
| 41 | Svizzera (bandiera) | P     | Pascal Albrecht   |
| 50 | Svizzera (bandiera) | D     | Sanijel Kucani    |
| 94 | Turchia (bandiera)  | A     | Batuhan Karadeniz |
|    | Austria (bandiera)  | A     | Sandro Gotal      |

## Organigramma societario
Area tecnica
- Allenatore: Joe Zinnbauer
- Allenatore in seconda: Daniel Tarone
- Preparatore dei portieri: Stefano Razzetti
- Preparatori atletici:

## Calciomercato

### Sessione estiva
| Acquisti | Acquisti     | Acquisti       | Acquisti |
| R.       | Nome         | da             | Modalità |
| -------- | ------------ | -------------- | -------- |
| C        | Edgar Salli  | Monaco         |          |
| C        | Steven Lang  | Vaduz          |          |
| D        | Martin Angha | Monaco 1860    |          |
| A        | Sandro Gotal | Hajduk Spalato |          |
| A        | Andi Qerfozi | Frauenfeld     |          |
| D        | Alain Wiss   | Lucerna        |          |

| Cessioni | Cessioni          | Cessioni           | Cessioni |
| R.       | Nome              | a                  | Modalità |
| -------- | ----------------- | ------------------ | -------- |
| A        | Andi Qerfozi      | Wil                |          |
| A        | Goran Karanović   | Angers             |          |
| A        | Boris Babić       | Bienne             |          |
| D        | Stéphane Besle    | Lens               |          |
| D        | Nisso Kapiloto    | Beitar Gerusalemme |          |
| P        | Ilija Kovačić     | Chiasso            |          |
| C        | Roberto Rodríguez | Novara             |          |
| A        | Daniel Sikorski   | Ried               |          |

### Sessione invernale
| Acquisti | Acquisti         | Acquisti       | Acquisti |
| R.       | Nome             | da             | Modalità |
| -------- | ---------------- | -------------- | -------- |
| C        | Mario Leitgeb    | Austria Vienna |          |
| A        | Lucas Cueto      | Colonia II     |          |
| C        | Gianluca Gaudino | Bayern Monaco  |          |
| P        | Pascal Albrecht  | Vaduz          |          |
| D        | Florent Hanin    | Strømsgodset   |          |

| Cessioni | Cessioni            | Cessioni         | Cessioni |
| R.       | Nome                | a                | Modalità |
| -------- | ------------------- | ---------------- | -------- |
| D        | Mickaël Facchinetti | Neuchâtel Xamax  |          |
| C        | Dejan Janjatović    | Vaduz            |          |
| A        | Sandro Gotal        | Yeni Malatyaspor |          |
| C        | Everton Luiz        | Partizan         |          |
| P        | Jim Freid           | Wil              |          |

## Risultati

### Super League

#### Prima fase, girone di andata
| Arbitro: | Bieri |

|                  |           |  |
| Aleksić 79’, 82’ | Marcatori |  |

| Arbitro: | Pache |

|                    |           |  |
| Salatic 61’ (rig.) | Marcatori |  |

| Arbitro: | Bieri |

|             |           |                  |
| Bunjaku 56’ | Marcatori | 89’ (rig.) Gajić |

| Arbitro: | Amhof |

|  |           |                          |
|  | Marcatori | 41’ Buff 90’ Di Gregorio |

| Arbitro: | Hänni |

|  |           |            |
|  | Marcatori | 53’ Tréand |

| Arbitro: | Erlachner |

|  |           |                    |
|  | Marcatori | 2’ Caio 49’ Dabour |

| Arbitro: | Klossner |

|                 |           |  |
| Kukuruzović 82’ | Marcatori |  |

| Arbitro: | Amhof |

|                              |           |             |
| Delgado 12’ (rig.) Janko 82’ | Marcatori | 88’ Aratore |

| Arbitro: | San |

|           |           |  |
| Gelmi 86’ | Marcatori |  |

#### Prima fase, girone di ritorno
| Arbitro: | Amhof |

|              |           |            |
| Tarashaj 53’ | Marcatori | 73’ Mutsch |

| Arbitro: | Klossner |

|             |           |               |
| Aleksić 43’ | Marcatori | 85’ Follonier |

| Arbitro: | Pache |

|                                     |           |           |
| Bottani 12’ Čulina 30’ Datković 84’ | Marcatori | 90’ Tafer |

| Arbitro: | Erlachner |

|                        |           |                        |
| Gavranović 26’ Bua 74’ | Marcatori | 5’ Salli 90’ Čavušević |

| Arbitro: | Klossner |

|           |           |  |
| Salli 33’ | Marcatori |  |

| Arbitro: | Jancevski |

|  |           |                              |
|  | Marcatori | 28’ Salli 41’ (rig.) Aleksić |

| Arbitro: | Lechner |

|                |           |          |
| Tafer 38’, 68’ | Marcatori | 5’ Janko |

| Arbitro: | Amhof |

|                        |           |           |
| Zakaria 38’ Gerndt 42’ | Marcatori | 6’ Tréand |

| Arbitro: | Hänni |

|               |           |                           |
| Tafer 7’, 41’ | Marcatori | 12’ Burgmeier 28’ Avdijaj |

#### Seconda fase, girone di andata
| Arbitro: | Bieri |

|             |           |                            |
| Aleksić 36’ | Marcatori | 52’ Buess 90’ Schindelholz |

| Arbitro: | Klossner |

|         |           |            |
| Bia 72’ | Marcatori | 2’ Aleksić |

| Arbitro: | San |

|  |           |             |
|  | Marcatori | 40’ Aleksić |

| Arbitro: | Erlachner |

|                             |           |                                      |
| Bunjaku 7’ Aleksić 17’, 80’ | Marcatori | 41’ Črnigoj 56’ Sabbatini 62’ Čulina |

| Arbitro: | Bieri |

|                         |           |  |
| Bunjaku 14’ Aleksić 41’ | Marcatori |  |

| Arbitro: | San |

|                                |           |                     |
| Janko 5’, 49’, 54’ Steffen 90’ | Marcatori | 12’ Salli 22’ Angha |

| Arbitro: | Drachta |

|                      |           |                         |
| Leitgeb 90’ Lang 90’ | Marcatori | 39’, 55’ Ravet 89’ Kubo |

| Arbitro: | Schnyder |

|                                           |           |  |
| Grgić 13’ Kukeli 35’ Bua 86’ Keržakov 90’ | Marcatori |  |

| Arbitro: | Hänni |

|                                      |           |  |
| Costanzo 4’ Sadiku 8’ Janjatović 38’ | Marcatori |  |

#### Seconda fase, girone di ritorno
| Arbitro: | Erlachner |

|  |           |                                                                  |
|  | Marcatori | 29’, 67’, 78’ Steffen 47’ (aut.) Angha 62’, 64’ Callà 73’ Embolo |

| Arbitro: | Jaccottet |

|                |           |            |
| Salli 52’, 56’ | Marcatori | 63’ Konaté |

| Arbitro: | Bieri |

|                         |           |  |
| Tabaković 9’ Dabour 85’ | Marcatori |  |

| Arbitro: | Schärer |

|           |           |                                        |
| Salli 75’ | Marcatori | 9’, 42’ Costanzo 74’ von Niederhäusern |

| Arbitro: | Jaccottet |

|                                |           |                         |
| Schirinzi 28’ (rig.) Rojas 90’ | Marcatori | 31’ Bunjaku 63’ Aleksić |

| Arbitro: | Schnyder |

|                            |           |             |
| Gerndt 69’, 90’ Sanogo 77’ | Marcatori | 81’ Aratore |

| Arbitro: | Hänni |

|                                     |           |  |
| Aleksić 26’ (rig.) Aratore 39’, 53’ | Marcatori |  |

| Arbitro: | Bieri |

|           |           |                                                |
| Salli 65’ | Marcatori | 6’ Puljić 48’ Frey 56’ Schneuwly 70’ Jantscher |

| Arbitro: | Schärer |

|                                         |           |  |
| Črnigoj 4’ Bottani 11’ (rig.) Dōnīs 75’ | Marcatori |  |

### Coppa Svizzera
| 15 agosto 2015, ore 18:00 CEST Primo turno                                                                                  | FC Hausen | 0 – 9 referto                                                                             | San Gallo |  |
| \| \| \| \| \| \| Marcatori \| 18’ Lang 24’, 76’ Gotal 43’ Scherrer 66’, 82’ Qerfozi 69’ Eisenring 77’ Tafer 81’ Aratore \| |           |                                                                                           |           |  |
| |           |                                                                                           |           |  |
| | Marcatori | 18’ Lang 24’, 76’ Gotal 43’ Scherrer 66’, 82’ Qerfozi 69’ Eisenring 77’ Tafer 81’ Aratore |           |  |

| Berna 19 settembre 2015, ore 18:00 CEST Secondo turno | Breitenrain | 0 – 2 referto  | San Gallo | Stadio Spitalacker (3 500 spett.) |
| \| \| \| \| \| \| Marcatori \| 10’, 43’ Tafer \|      |             |                |           |                                   |
|                                                       |             |                |           |                                   |
|                                                       | Marcatori   | 10’, 43’ Tafer |           |                                   |

| San Gallo 28 ottobre 2015, ore 20:00 CET Ottavi di finale                                        | San Gallo | 2 – 3 referto                           | Lucerna | AFG Arena (6 081 spett.) |
| \| \| \| \| \| Lang 24’ Čavušević 90’ \| Marcatori \| 12’ Fandrich 23’ Schneuwly 39’ Thiesson \| |           |                                         |         |                          |
|                                                                                                  |           |                                         |         |                          |
| Lang 24’ Čavušević 90’                                                                           | Marcatori | 12’ Fandrich 23’ Schneuwly 39’ Thiesson |         |                          |

## Statistiche

### Statistiche di squadra
| Competizione   | Punti | In casa | In casa | In casa | In casa | In casa | In casa | In trasferta | In trasferta | In trasferta | In trasferta | In trasferta | In trasferta | Totale | Totale | Totale | Totale | Totale | Totale | DR  |
| Competizione   | Punti | G       | V       | N       | P       | Gf      | Gs      | G            | V            | N            | P            | Gf           | Gs           | G      | V      | N      | P      | Gf     | Gs     | DR  |
| -------------- | ----- | ------- | ------- | ------- | ------- | ------- | ------- | ------------ | ------------ | ------------ | ------------ | ------------ | ------------ | ------ | ------ | ------ | ------ | ------ | ------ | --- |
| Super League   | 38    | 18      | 7       | 4       | 7       | 25      | 32      | 18           | 3            | 4            | 11           | 16           | 34           | 36     | 10     | 8      | 18     | 41     | 66     | -25 |
| Coppa Svizzera | -     | 1       | 0       | 0       | 1       | 2       | 3       | 2            | 2            | 0            | 0            | 11           | 0            | 3      | 2      | 0      | 1      | 13     | 3      | +10 |
| Totale         | 38    | 19      | 7       | 4       | 8       | 27      | 35      | 20           | 5            | 4            | 11           | 27           | 34           | 39     | 12     | 8      | 19     | 54     | 69     | -15 |

### Andamento in campionato
| Giornata  | 1 | 2 | 3 | 4 | 5 | 6 | 7 | 8 | 9 | 10 | 11 | 12 | 13 | 14 | 15 | 16 | 17 | 18 | 19 | 20 | 21 | 22 | 23 | 24 | 25 | 26 | 27 | 28 | 29 | 30 | 31 | 32 | 33 | 34 | 35 | 36 |
| --------- | - | - | - | - | - | - | - | - | - | -- | -- | -- | -- | -- | -- | -- | -- | -- | -- | -- | -- | -- | -- | -- | -- | -- | -- | -- | -- | -- | -- | -- | -- | -- | -- | -- |
| Luogo     | C | T | C | C | T | C | T | T | C | T  | C  | T  | T  | C  | T  | C  | T  | C  | C  | T  | T  | C  | C  | T  | C  | T  | T  | C  | C  | T  | C  | T  | T  | C  | C  | T  |
| Risultato | V | P | N | P | V | P | P | P | V | N  | N  | P  | N  | V  | V  | V  | P  | N  | P  | N  | V  | N  | V  | P  | P  | P  | P  | P  | V  | P  | P  | N  | P  | V  | P  | P  |
| Posizione | 2 | 4 | 4 | 7 | 4 | 6 | 6 | 6 | 6 | 6  | 6  | 6  | 7  | 7  | 6  | 5  | 5  | 5  | 6  | 7  | 4  | 5  | 5  | 5  | 5  | 7  | 7  | 7  | 7  | 7  | 7  | 7  | 7  | 7  | 7  | 7  |

Legenda:

Luogo: C = Casa; T = Trasferta. Risultato: V = Vittoria; N = Pareggio; P = Sconfitta.

### Statistiche dei giocatori
| Giocatore       | Super League | Super League | Super League | Super League | Coppa Svizzera | Coppa Svizzera | Coppa Svizzera | Coppa Svizzera | Totale   | Totale | Totale      | Totale     |
| Giocatore       | Presenze     | Reti         | Ammonizioni  | Espulsioni   | Presenze       | Reti           | Ammonizioni    | Espulsioni     | Presenze | Reti   | Ammonizioni | Espulsioni |
| --------------- | ------------ | ------------ | ------------ | ------------ | -------------- | -------------- | -------------- | -------------- | -------- | ------ | ----------- | ---------- |
| P. Albrecht     | 0            | 0            | 0            | 0            | 0              | 0              | 0              | 0              | 0        | 0      | 0           | 0          |
| D. Aleksić      | 33           | 12           | 4            | 0            | 2              | 0              | 0              | 0              | 35       | 12     | 4           | 0          |
| M. Angha        | 29           | 1            | 5            | 1            | 3              | 0              | 0              | 0              | 32       | 1      | 5           | 1          |
| M. Aratore      | 33           | 4            | 3            | 0            | 3              | 1              | 1              | 0              | 36       | 5      | 4           | 0          |
| A. Bunjaku      | 23           | 4            | 4            | 0            | 0              | 0              | 0              | 0              | 23       | 4      | 4           | 0          |
| L. Cueto        | 8            | 0            | 0            | 0            | 0              | 0              | 0              | 0              | 8        | 0      | 0           | 0          |
| D. Dziwniel     | 0            | 0            | 0            | 0            | 0              | 0              | 0              | 0              | 0        | 0      | 0           | 0          |
| M. Eisenring    | 2            | 0            | 0            | 0            | 1              | 1              | 0              | 0              | 3        | 1      | 0           | 0          |
| M. Facchinetti  | 12           | 0            | 2            | 0            | 0              | 0              | 0              | 0              | 12       | 0      | 2           | 0          |
| G. Gaudino      | 15           | 0            | 3            | 0            | 0              | 0              | 0              | 0              | 15       | 0      | 3           | 0          |
| R. Gelmi        | 28           | 1            | 5            | 0            | 2              | 0              | 0              | 0              | 30       | 1      | 5           | 0          |
| S. Gotal        | 7            | 0            | 0            | 0            | 2              | 2              | 0              | 0              | 9        | 2      | 0           | 0          |
| F. Hanin        | 17           | 0            | 5            | 0            | 0              | 0              | 0              | 0              | 17       | 0      | 5           | 0          |
| S. Hefti        | 23           | 0            | 2            | 0            | 1              | 0              | 0              | 0              | 24       | 0      | 2           | 0          |
| M. Herzog       | 2            | 0            | 0            | 0            | 3              | 0              | 0              | 0              | 5        | 0      | 0           | 0          |
| D. Janjatović   | 7            | 0            | 1            | 0            | 1              | 0              | 0              | 0              | 8        | 0      | 1           | 0          |
| B. Karadeniz    | 7            | 0            | 1            | 0            | 0              | 0              | 0              | 0              | 7        | 0      | 1           | 0          |
| S. Kucani       | 1            | 0            | 0            | 0            | 0              | 0              | 0              | 0              | 1        | 0      | 0           | 0          |
| S. Lang         | 27           | 1            | 6            | 0            | 3              | 2              | 0              | 0              | 30       | 3      | 6           | 0          |
| M. Leitgeb      | 14           | 1            | 0            | 0            | 0              | 0              | 0              | 0              | 14       | 1      | 0           | 0          |
| D. Lopar        | 34           | 0            | 1            | 0            | 0              | 0              | 0              | 0              | 34       | 0      | 1           | 0          |
| D. Lässer       | 0            | 0            | 0            | 0            | 0              | 0              | 0              | 0              | 0        | 0      | 0           | 0          |
| M. Mathys       | 15           | 0            | 4            | 0            | 2              | 0              | 0              | 0              | 17       | 0      | 4           | 0          |
| M. Mutsch       | 31           | 1            | 9            | 1            | 2              | 0              | 0              | 0              | 33       | 1      | 9           | 1          |
| A. Qerfozi      | 0            | 0            | 0            | 0            | 1              | 2              | 0              | 0              | 1        | 2      | 0           | 0          |
| D. Russo        | 2            | 0            | 0            | 0            | 1              | 0              | 0              | 0              | 3        | 0      | 0           | 0          |
| E. Salli        | 26           | 8            | 8            | 0            | 2              | 0              | 1              | 0              | 28       | 8      | 9           | 0          |
| M. Scherrer     | 0            | 0            | 0            | 0            | 1              | 1              | 0              | 0              | 1        | 1      | 0           | 0          |
| Y. Tafer        | 16           | 5            | 0            | 0            | 3              | 3              | 0              | 0              | 19       | 8      | 0           | 0          |
| P. Thrier       | 14           | 0            | 0            | 0            | 1              | 0              | 0              | 0              | 15       | 0      | 0           | 0          |
| G. Tréand       | 18           | 2            | 2            | 0            | 0              | 0              | 0              | 0              | 18       | 2      | 2           | 0          |
| A. Wiss         | 20           | 0            | 8            | 0            | 3              | 0              | 0              | 0              | 23       | 0      | 8           | 0          |
| E. Everton Luiz | 15           | 0            | 10           | 0            | 2              | 0              | 2              | 0              | 17       | 0      | 12          | 0          |
| D. Čavušević    | 22           | 1            | 3            | 0            | 2              | 1              | 0              | 0              | 24       | 2      | 3           | 0          |